# Abraham Duquesne
Abraham Duquesne, marquis du Bouchet, francoski admiral, * 1610, † 2. februar 1688.